# Fire + Water (Lost)
Fire + Water este un episod al serialului de televiziune Lost, sezonul 2.